# Lista över naturreservat i Östergötlands län
Kommunvis lista över naturreservat i Östergötlands län. 
I Östergötlands län finns (februari 2025) 317 gällande naturreservat. 

## Boxholms kommun
- Aspenäs naturreservat
- Bjälnäs (naturreservat)
- Bäcks naturreservat
- Göstrings urskog
- Idebo naturreservat
- Ivranäs (naturreservat)
- Månhults naturreservat
- Pukehåls naturreservat
- Pålsbo (naturreservat)
- Stortorp (naturreservat)
- Åsabackarna

## Finspångs kommun
- Abborrsjöns naturreservat
- Asketorp (naturreservat)
- Brevens tallskogar (del i Östergötlands län)
- Fisklösemossens naturreservat
- Gäddöskogens naturreservat
- Gällsängenskogen
- Hjälmstorpenäs
- Hällestads-Torp
- Kammarbergens naturreservat
- Lindenäs (naturreservat)
- Loreberg
- Lotorp (naturreservat)
- Lövfallet
- Magnehult
- Näfssjöskogens naturreservat
- Ormlångenskogen
- Pipmossen
- Prästängsuddens lövskog
- Regnaholms lövskog
- Rösjöskogen
- Stora Hjälmmossen
- Stora mossens naturreservat
- Strussjöskogen
- Sätra (naturreservat)
- Tjuttorp (naturreservat)
- Torstorpeskogens naturreservat
- Trollkäringeskogens naturreservat
- Tryfallet
- Vallerängstorps naturreservat
- Ysundamarken
- Ängenäs (naturreservat)
- Ölstadsjön (naturreservat)

## Kinda kommun
- Boda (naturreservat, Kinda kommun)
- Borgarmon
- Bråtberget
- Bäckängsmon
- Ekhult
- Fagerhults lövskog
- Hackelboö
- Hallstad ängar
- Hamra ekhagar
- Hanekulla
- Hulebo (naturreservat)
- Hylta bränder
- Hökhult (naturreservat)
- Idhult (naturreservat)
- Kjusebo (naturreservat)
- Klevsbergen (naturreservat)
- Klevberget
- Korpebogölen (naturreservat)
- Kottebo (naturreservat)
- Krogsfall (naturreservat)
- Kättilstad (naturreservat)
- Lillören (naturreservat)
- Mörkviken (naturreservat)
- Ryda (naturreservat)
- Räckeskog (naturreservat)
- Sommenäs (naturreservat)
- Svalgölenbranten
- Tegelsätter
- Tempelkullen
- Tolången
- Toppkullaberget (naturreservat)
- Trollegater
- Trollgölens naturreservat
- Törneviks naturreservat
- Valö (naturreservat)
- Väsby branter

## Linköpings kommun
- Brokinds lövskog
- Farsboviken
- Getmans rike
- Grönkulla (naturreservat)
- Högstugan (naturreservat)
- Kottebo (naturreservat)
- Kottorp
- Kungsbro (naturreservat)
- Kärna mosse
- Limmernskogarna
- Motala ströms ravin
- Packarps lövskog
- Sand-Drögens naturreservat
- Skullebo naturreservat
- Stafsäters lövskog
- Sturefors (naturreservat)
- Svalgölenbranten
- Svartåmynningen
- Säby Västerskog
- Sätravallen
- Tinnerö eklandskap
- Tokorp (naturreservat)
- Ullebergsskogen
- Ullstämmaskogen
- Vallaskogen
- Vessers udde
- Vidingsjöskogen
- Viggeby (naturreservat)
- Västerby lövskogar
- Ycke urskog
- Åbobranterna

## Mjölby kommun
- Marstads naturreservat
- Skogssjöområdet
- Solberga (naturreservat, Mjölby kommun)
- Stora Haddebo (naturreservat)
- Stämma (naturreservat)
- Tåkern (naturreservat)
- Ullebergsskogen
- Vreta naturreservat
- Västra Hargs lövskogar
- Åsabackarna
- Örbackens kalkkärr

## Motala kommun
- Bredsjömossen
- Bromossen
- Båsebergskogen
- Flädemo
- Fågelmossen
- Håleberget
- Hälla ädellövskog
- Hästtumla tallskog
- Karshults naturreservat
- Kristineberg (naturreservat)
- Kärnskogsmossen
- Lustigkulle
- Långvrån (naturreservat)
- Motalabuktens öar
- Råå (naturreservat)
- Sjöbo-Knäppan
- Staffanstorp (naturreservat)
- Stora Boda (naturreservat)
- Styra kalkkärr
- Trolleflod (naturreservat)
- Vålberga mosse

## Norrköpings kommun
- Borgs ekhagar
- Brostugugölen (naturreservat)
- Bråviken (naturreservat)
- Bråvikenbranten
- Bråxvik (naturreservat)
- Bärsjöskogen
- Dammfallebäckens naturreservat
- Djupadalen
- Djuröns naturreservat
- Dvardalaskogens naturreservat
- Erikslund (naturreservat)
- Esterön
- Fjällmossens naturreservat, Fjällmossens naturreservat (del i Östergötlands län)
- Getåravinen
- Glans kalkbarrskogar
- Glotternskogen
- Grönholmarna
- Herrsjöskogen
- Hinnerstorp (naturreservat)
- Händelö (naturreservat)
- Jursla gammelskog
- Kilinge naturreservat
- Klinta hällar
- Kokärrets gammelskog
- Kopparholmarna
- Korpberget (naturreservat, Norrköpings kommun)
- Krankenbäckens naturreservat
- Kvarseboklint
- Kvillingeförkastningen
- Ljusfors (naturreservat)
- Lunnsjöskogen
- Långnäs naturreservat
- Majeldsberget
- Marielund (naturreservat)
- Marmorbruket (naturreservat)
- Mela kyrkskogs naturreservat
- Norrkrog (naturreservat)
- Norrköpings ekbackar
- Norsholm (naturreservat)
- Nävsjömossen
- Orrkojgölarna
- Pjältåns naturreservat
- Ramundersborgs naturreservat
- Ribbingsholm (naturreservat)
- Ringstad mosse naturreservat
- Runstorp (naturreservat)
- Rävsholmen
- Rödgölen (naturreservat)
- Rövareberget
- Skenäs naturreservat
- Stjärntorp (naturreservat)
- Stockgölen (naturreservat)
- Stora Hjälmmossen?
- Svensksundsviken
- Sätramarken
- Södra Lunda
- Trangölens barrskog
- Vrinneviskogen
- Ågelsjön (naturreservat)
- Åksjöskogens naturreservat
- Ämtefall (naturreservat)
- Ösbyskogen
- Övre Glotterns naturreservat

## Söderköpings kommun
- Alnholm
- Dyhult (naturreservat)
- Eknön
- Herrborum (naturreservat)
- Hälla (naturreservat, Söderköpings kommun)
- Korsnäs naturreservat
- Käringbergen
- Listorp (naturreservat)
- Missjö (naturreservat)
- Nedre Lagnö
- Norra Finnledens tallskogs naturreservat
- Ramshults tallskogar
- Ramunderberget
- Ramundersborgs naturreservat
- Sankt Anna (naturreservat)
- Stora Rimmö (naturreservat)
- Svartdalen
- Svensmarö
- Södra Finnöskogen
- Uggelholmarna
- Uggelö (naturreservat)
- Uvmarö skärgårdsskog
- Vänsö (naturreservat)

## Vadstena kommun
- Hagebyhöga (naturreservat)
- Hålmossens naturreservat
- Kastad kulle
- Lundauddens naturreservat
- Motalabuktens öar
- Ombergsliden
- Ostmossen
- Tåkern (naturreservat)

## Valdemarsviks kommun
- Arnö (naturreservat)
- Askedals naturreservat
- Bokö (naturreservat)
- Ekön (naturreservat)
- Falkbergen
- Fallingeberg (naturreservat)
- Forsums gammelskog
- Gamlebofjärdens naturreservat
- Gryt (naturreservat)
- Harsbo-Sverkersholm
- Holmtebo (naturreservat)
- Kattedals gammelskog
- Kvädöfjärden (naturreservat)
- Ormö (naturreservat)
- Ramshults tallskogar
- Rögölsskogen
- Skrickerum (naturreservat)
- Stjärnö (naturreservat)
- Säverums naturreservat
- Torrö (naturreservat)
- Vargmossens naturreservat
- Vikasgrundens naturreservat
- Väggö
- Åsvikelandet
- Ämtö (naturreservat)
- Ängelholm (naturreservat)

## Ydre kommun
- Bläsebo (naturreservat)
- Brokabobäcken
- Dämpekulla naturreservat
- Födekulla
- Gallebo (naturreservat)
- Herbergshult (naturreservat)
- Kallån (naturreservat)
- Korphålorna
- Kälemålen (naturreservat)
- Nästången (naturreservat)
- Olstorpsbäcken
- Rocks mosse
- Sandstorpskärrets naturreservat
- Silverån (naturreservat)
- Sjövik (naturreservat)
- Skirsjöskogen
- Skrivaremossen
- Stutagölen (naturreservat)
- Sund (naturreservat)
- Susehålsravinen
- Svensbo lövskogs naturreservat
- Södra Bråta (naturreservat)
- Tataremossen
- Torpön (naturreservat)
- Trangölamyrens naturreservat
- Vassviksberget
- Österhult (naturreservat)

## Åtvidabergs kommun
- Ekhammarvikens naturreservat
- Ekhultebergen
- Fröjerum (naturreservat)
- Gorgberget
- Grävsätter
- Herrsätters naturreservat
- Hägerstad slotts ekhage
- Härvelsbo (naturreservat)
- Hästenäs kyrkskog
- Högboda (naturreservat)
- Kojmon
- Kulla ängar
- Långdalsgölens naturreservat
- Långserum (naturreservat)
- Mörkedal (naturreservat)
- Odensgöl (naturreservat)
- Ristskeda (naturreservat)
- Stockmossen
- Storskogen (naturreservat)
- Svalbergets naturreservat
- Vegalla (naturreservat)
- Ytterby (naturreservat)
- Åsen (naturreservat)
- Åtvidsnäs (naturreservat)

## Ödeshögs kommun
- Ekebergs lövskog
- Holkaberg och Narbäck
- Isberga
- Klämmesmålens odlingslandskap>
- Kråkeryd
- Lysings urskog
- Mörkahålkärret
- Ombergs bokskog
- Siggeryds naturreservat
- Sjöstorps kalkkärr
- Stora Lund
- Storpissan
- Sättra ängar
- Tåkern (naturreservat)
- Ödemark (naturreservat)